# انتونیو گارزونی پروونزانی
انتونیو گارزونی پروونزانی (انگلیسی: Antonio Garzoni Provenzani؛ ۲ دسامبر ۱۹۰۶ – ۱۵ فوریهٔ ۱۹۸۹) قایقران روئینگ اهل ایتالیا بود.
وی در مسابقات کشوری و بین‌المللی در مجموع برندهٔ ۱ مدال طلا، ۲ مدال برنز شده‌است.